# Ozyptila bejarana
Ozyptila bejarana (лат.) — вид пауков семейства Пауки-бокоходы (Thomisidae). Встречается в Европе (Испания и Франция). Длина тела около самцов 2 мм, у самок от 3 до 4,25 мм. Основная окраска коричневая с примесью белых и жёлтых отметин. Просома самцов красновато-коричневая с желтоватым V-образным рисунком. Хелицеры самцов коричнево-красноватые. В дубравах и орешниках.
Голени первой пары ног вентрально с двумя парами шипов; волоски заострённые или булавовидные. Педипальпы самцов с тегулярным апофизом, эпигинум с чехлом. Первые две пары ног развернуты передними поверхностями вверх, заметно длиннее ног третьей и четвёртой пар. Паутину не плетут, жертву ловят своими видоизменёнными передними ногами.